# Ploske, Șațk
Ploske (în ucraineană Плоске) este un sat în comuna Prîpeat din raionul Șațk, regiunea Volînia, Ucraina.

## Demografie
Componența lingvistică a localității Ploske
     Ucraineană (100%)
Conform recensământului din 2001, toată populația localității Ploske era vorbitoare de ucraineană (100%).